# Mary Hansen
Mary Therese Hansen (Maryborough, 11 gennaio 1966 – Londra, 9 dicembre 2002) è stata una cantante, chitarrista e batterista australiana, componente degli Stereolab.

## Biografia
Mary Therese Hansen nacque a Maryborough, una città a nord di Brisbane, nel Queensland.
Entrambi i genitori erano di origini irlandesi: suo padre, Brendan Hansen, fu un esponente politico del Partito Laburista Australiano mentre sua madre, Moira Ann Hansen (née O'Sullivan), fu una cantante d'operetta radiofonica. Fu proprio la madre ad avvicinare Mary e gli altri sette figli alla musica e alle arti, infatti Mary partecipava regolarmente all'Eisteddfod che si teneva nel Queensland. All'età di 17 anni lasciò la scuola e continuò i suoi studi a Brisbane, prima di andare a lavorare in banca per guadagnare i soldi che le avrebbero permesso di viaggiare.
Nel 1988 si trasferì definitivamente a Londra e iniziò a far parte del coro dei The Wolfhounds, una band indie. 
Fu a un concerto della sua band con i McCarthy che ebbe modo di conoscere Tim Gane, leader dei McCarthy, il quale fondò gli Stereolab nel 1991. Entrò a far parte degli Stereolab come seconda voce nel 1992, all'occorrenza suonando anche chitarra, batteria e percussioni e occasionalmente cantando come solista, rimanendovi fino alla sua prematura morte.
Numerose furono le collaborazioni con altri gruppi, come i Brokeback, The High Llamas, Moonshake e i Mouse on Mars, e fu anche produttrice dei London group Chicano. Nel 2000 collaborò con una band space rock di Seattle, gli Hovercraft, formando gli Schema, nel quale oltre al consueto alternarsi di parti vocali e strumentali si sperimentò anche l'utilizzo di sintetizzatori.  Nel 2000 pubblicarono un maxi-EP/mini-album per la 5 Rue Christine, un'etichetta discografica indipendente nata da una costola della più nota etichetta d'avanguardia Kill Rock Stars.
Il 9 dicembre 2002, mentre stava pedalando con la sua bicicletta per le strade di Londra, Mary Hansen fu travolta e uccisa da un autocarro, all'età di 36 anni..
Nel 2004 fu pubblicato Hybrid, un EP postumo composto da alcuni suoi brani più l'ultimo a cui stava lavorando, Marching Music, completato da Andy Ramsey degli Stereolab e contenente anche alcuni suoi disegni e fotografie..